# EVE ghost enemies
『EVE ghost enemies』（イヴ・ゴーストエネミーズ）は、Red Flagshipから発売されたゲームソフト。「EVEシリーズ」の8作目。主人公は私立探偵「天城小次郎」と捜査官「法条まりな」。2人の主人公を操作してストーリーを進めていくマルチサイトアドベンチャーゲーム。
本作は『EVE rebirth terror』の直接続編となる。そのため『悦楽の学園』『EVE burst error』の設定を引き継いでいる。シナリオライターは前作同様さかき傘、キャラクターデザイン・原案は田島直。

## ストーリー
バーストエラー事件から3年後、リバーステラー事件から2年後。あまぎ探偵事務所所長「天城小次郎」と内閣情報調査室の捜査官「法条まりな」の2人の前に「姿なき敵対者」が立ちふさがる。

## 登場人物
天城 小次郎（あまぎ こじろう）
主人公の1人。港の埠頭の倉庫街に「あまぎ探偵事務所」を構える私立探偵。
沢城堂村で起きた事件の調査を弥生経由で引き継ぎ、少しずつその真実に迫る中で、複雑に絡み合う陰謀の渦へと巻き込まれていく。
法条 まりな（ほうじょう まりな）
主人公の1人。内閣情報調査室に所属する、任務達成率99％の1級捜査官。
日本国内に持ち込まれたとされる兵器についての調査を行なっていた最中に遭遇した銃撃事件を皮切りに、事件の裏にある真実に迫っていく。
桂木 弥生（かつらぎ やよい）
業界最大手の探偵事務所「桂木探偵事務所」の現所長。小次郎の元恋人で、まりなの親友でもある。
小次郎との関係性は以前よりも軟化しており、桂木探偵事務所に持ち込まれた依頼を引き継いだり調査に協力するなど、良き同業者といったところ。
氷室 恭子（ひむろ きょうこ）
ある事件で小次郎と知り合い、現在は「あまぎ探偵事務所」で探偵助手として勤務する女性。
以前は教育監視機構にエージェントとして所属しており、その際に培った卓越した情報収集能力やハッキング技術は現在も小次郎の力になっている。
甲野 三郎（こうの さぶろう）
まりなと杏子の直接の上司。オネエ言葉を多用する自称「ダンディ中年」で、通称は「本部長」。
掴みどころのない言動が目立つが非常に切れ者であり、まりなの自由すぎる行動をフォローする良き理解者にして、まりなにとっても最も頼れる人物のひとり。
桐野 杏子（きりの きょうこ）
内閣情報調査室に所属する捜査官で、まりなの後輩。
能力値だけならまりなに引けを取らないほどに優秀なのだが、抜けた性格と経験不足からまりなに振り回されることもしばしば。
香川 美純（かがわ みすみ）
公安の元内務監査官で、現在は栄転。
まりなを敵視・危険視しており、何かにつけて衝突する犬猿の仲。甲野とは以前に不倫関係にあったようだが…？
山笠 喜一（やまがさ きいち）
公安監査部室長。甲野のかつての上司でもあり、優秀さを買って内調へ推薦した経緯がある。
シェリィ・メア
CIAから日本に派遣された女性捜査官。弥生とは高校時代に日本に留学していた頃からの仲で、まりなとも大学からの友人。
ジュリオ・フーリオ
シェリィと共に、日本に持ち込まれたとされる兵器の調査のために派遣されたCIAの捜査官。内調と連携し、まりなの協力を得る。
穂高 菜穂（ほだか なほ）
港湾大学の学生。非常に優秀で、難解なプログラムを自作するなど自他共に認める天才。調査のために大学を訪れたまりなと出会う。
沢城 荒原（さわしろ こうげん）
巨大企業「沢城コーポレーション」の初代会長。99歳の老齢で、現在は生まれ故郷の沢城堂村の屋敷で寝たきりの生活。
息子の隆二が遂げた不可解な死についての調査を弥生、そして小次郎に依頼する。
沢城 七瀬（さわしろ ななせ）
荒原の孫娘で、沢城コーポレーションの令嬢。隆二の死をきっかけに村の洋館で生活するようになり、調査に訪れた小次郎と出会う。
レイス
七瀬の身の回りの世話をするメイドの少女。少々子供っぽいところがあり、七瀬とは主従というより友人のような関係。
アウラ
リーサと共に荒原の身の回りの世話をする、落ち着いた言動の少女。
リーサ
アウラと共に荒原の身の回りの世話をする、飄々とした言動の少女。
イヴァンカ・レストレイジ
小次郎やまりなの周囲にたびたび姿を見せる、年齢不詳の謎の美女。
東海 林修二（とうかいりん しゅうじ）
沢城堂村で駐在として勤務する警官。
堀度 公一郎（ほりど こういちろう）
沢城コーポレーション・化粧品部門の水質調査員。

## 特典
PS4版・NSW版共通で『DESIRE remaster ver.』が丸ごと、「EVE burst error 名場面集」が収録された。
これらはゲームクリア後にゲーム内メニューからプレイできるので、所謂追加特典ディスクでは無い。